# Senad Repuh
Senad Repuh est un ancien footballeur international bosnien né le 18 décembre 1972 à Sarajevo.

## Biographie

### En club
Senad Repuh joue en Bosnie-Herzégovine, en France, en Turquie, en Israël, en Russie, et enfin à Malte.
Il inscrit 10 buts en première division turque, et un but en première division russe.
Il participe aux tours préliminaires de la Ligue des champions et de la Coupe de l'UEFA avec l'équipe du FK Sarajevo.

### En équipe nationale
Senad Repuh reçoit 14 sélections en équipe de Bosnie-Herzégovine entre 1997 et 1999, marquant un but. Toutefois, seulement neuf sélections sont officiellement reconnues par la FIFA.
Il joue son premier match en équipe nationale le 22 février 1997, contre le Viêt Nam, lors d'un tournoi organisé à Kuala Lumpur. C'est lors de ce match qu'il inscrit son seul et unique but en sélection.
Il joue deux matchs rentrant dans le cadre des éliminatoires du mondial 1998, et quatre matchs lors des éliminatoires de l'Euro 2000.